# District d'Eluru
Le district d'Eluru est un district de l'État indien de l'Andhra Pradesh. Le siège du district est situé à Eluru. 
La population du district s'élève à 1 937 695 habitants selon le recensement de l'Inde de 2011.